# Archaster lorioli
Archaster lorioli is een zeester uit de familie Archasteridae.
De wetenschappelijke naam van de soort werd in 1977 gepubliceerd door Sukarno & Jangoux.